# Microsilice

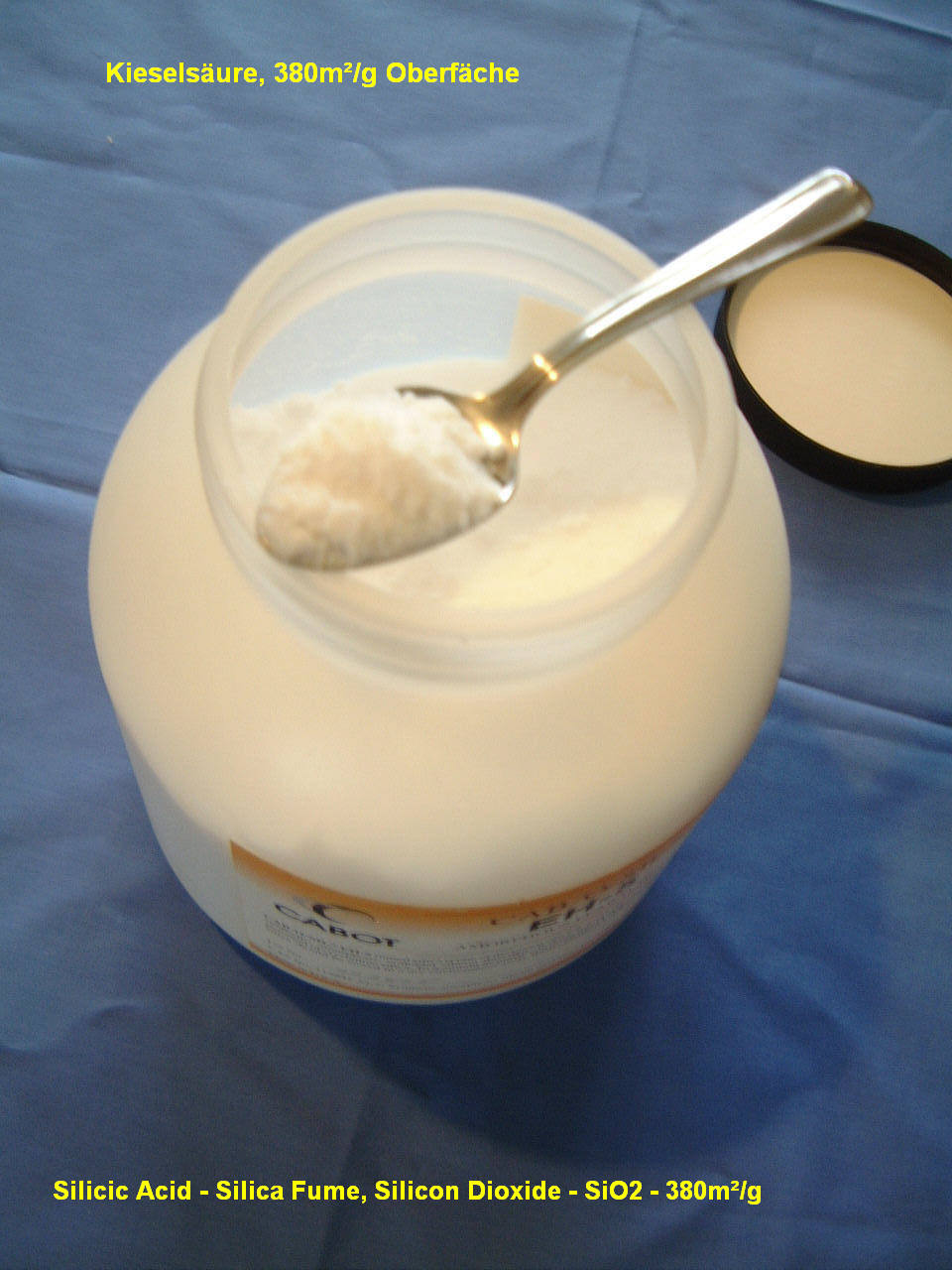
Silica fume, 380m²/g

La microsilice o fumo di silice, o silica fume è utilizzata come aggiunta minerale al cemento.

## Caratteristiche
La microsilice ha un comportamento pozzolanico e pertanto prende parte alla reazione di idratazione del cemento, apportando un contributo sostanziale alla formazione dei prodotti di idratazione e quindi alle caratteristiche della pasta cementizia.

## Produzione industriale
Il fumo di silice è un sottoprodotto dell'industria di produzione al forno elettrico del silicio metallico e delle leghe ferro - silicio.
In questo processo una piccola quantità di SiO2 viene ridotta a SiO che passa nella fase gassosa da dove, una volta riossidata a SiO2 si separa sotto forma di polvere finissima a struttura vetrosa (silice amorfa all'85-98%) e con elevata attività pozzolanica.
 
Il diametro delle sferette costituenti la microsilice varia tra 0,01 e 1 µm cioè circa 50 - 100 volte inferiore a quello delle particelle del clinker.
La grande finezza delle microsfere costituenti la microsilice fa sì che questa si comporti anche da aggregato finissimo, andando a riempire gli spazi lasciati liberi dai granuli di cemento, rendendo la matrice cementizia più compatta. A causa però della loro elevata superficie specifica non possono essere utilizzati in percentuali elevate (<10%) poiché si sarebbe costretti ad aumentare il tenore dell'acqua di impasto (regola di Lyse).
Il fumo di silice viene utilizzato per il confezionamento di calcestruzzi ad alta resistenza e ad alta durabilità sempre in associazione con additivi superfluidificanti per tenere bassa la quantità di acqua di impasto.

Il fumo di silice può essere utilizzato:
- allo stato naturale (in polvere così come ottenuto all'arco elettrico);
- come sospensione liquida (slurry) di particelle con contenuto secco del 50% in massa. In questo caso il quantitativo di acqua apportato dalla sospensione contenente fumo di silice dovrà essere tenuto in conto nel calcolo del rapporto acqua/cemento equivalente;
- in sacchi di premiscelato contenenti fumo di silice e additivo superfluidificante.

## Impieghi e vantaggi
La microsilice è impiegata per ottenere calcestruzzi a bassissima porosità e quindi con eccezionali caratteristiche di resistenza meccanica.
Ai fini dell'utilizzazione nel calcestruzzo come aggiunte di tipo II (aggiunte pozzolaniche o ad attività idraulica latente) devono essere conformi alla UNI EN 13263 parte 1 e 2 e provviste di marcature CE.
Se si sostituisce una parte del cemento con il fumo di silice si ottiene un miglioramento della resistenza a tutte le stagionature, con un notevole incremento della resistenza finale.
Pertanto l'impiego della microsilice permette di evitare dosaggi troppo elevati di cemento.

L'aggiunta di fumo di silice è il mezzo più semplice per ottenere un calcestruzzo con resistenza superiore a 80 N/mm2 (calcestruzzi DSP).
All'azione positiva della microsilice sulla resistenza, concorrono, oltre alla spiccata reattività del materiale nei confronti dell'idrossido di calcio, che si genera dall'idratazione del cemento Portland, nettamente superiore a quella delle altre aggiunte di tipo II, anche effetti di natura essenzialmente fisica ricollegabili alle dimensioni submicroniche delle particelle.
Nella fase iniziale la particelle di fumo di silice accelerano il processo di idratazione perché agiscono come centri di nucleizzazione per gli idrati in via di formazione, questo comporta una resistenza dopo un giorno superiore a quella che si otterrebbe in assenza di aggiunta.
Ai fini del contributo sulla resistenza finale è importante l'effetto densificante o di riempimento: le particelle della microsilice, grazie alle loro ridotte dimensioni, si possono inserire nei vuoti esistenti tra le particelle di cemento, cosicché il prodotto della reazione silice amorfa - idrossido di calcio (comportamento pozzolanico) può rendere molto compatta la matrice cementizia e quindi meccanicamente più resistente.
Questo implica inoltre una riduzione sensibile della permeabilità e, a livello dell'interfaccia pasta cementizia - aggregato, si traduce in un netto miglioramento della forza legante, se non altro per la diminuzione di prodotti indesiderati (Ca(OH)2, ettringite) nella zona di transizione.

## Svantaggi
Per il costo relativamente elevato, l'impiego del fumo di silice è solitamente riservato per produrre calcestruzzi speciali come i calcestruzzi ad alte prestazioni.

## Tipi di Cemento alla microsilice
Secondo le UNI EN 197-1 il cemento portland alla microsilice, denominata con la sigla D, è indicato come cemento tipo II (CEM II/A-D).
La percentuale, in massa, come costituente principale deve essere compresa tra 6 e 10%.
Potrà essere impiegata la microsilice che soddisfa i seguenti requisiti: 
- silice amorfa SiO2 ≥ 85% in massa
- perdita a fuoco               ≤  4% in massa
- superficie specifica(non trattata)(BET) ≥ 15 m²/g (determinata secondo la norma ISO 9277)

## Conformità alla normativa
La microsilice ai fini dell'utilizzazione nel calcestruzzo come aggiunte tipo II (aggiunte pozzolaniche) in parziale sostituzione del cemento devono essere conformi alla UNI EN 13263 parte 1 e 2 e provviste di marcatura CE.
Tutte le forniture di microsilice devono essere accompagnate dall'attestato di conformità CE alla norma UNI EN 13263-1.

## Marcatura CE
La marcatura CE non rappresenta un marchio di qualità del prodotto, ma sta a significare che il prodotto soddisfa i requisiti essenziali previsti per quel prodotto e per l'impiego previsto.
Per la microsilice è previsto un solo sistema di attestazione di conformità CE:
- livello 2+: è richiesta una dichiarazione di conformità CE di conformità alla norma UNI EN 13263-1(rilasciata dal produttore accompagnata dalla certificazione del Controllo del processo di Fabbrica (Factory Control Production o FPC) rilasciata da un organismo notificato.

Generalmente la marcatura CE avviene mediante l'apposizione di un'etichetta direttamente sui prodotti ovvero mediante stampa dell'etichetta sul Documento di Trasporto.
Il layout ed il contenuto di informazioni dell'etichetta viene descritto nei punti successivi

## Documentazione di accompagnamento
Ogni fornitura deve essere accompagnato dalla seguente documentazione:
- documento di trasporto (DDT);
- dichiarazione di conformità CE rilasciata dal produttore riportante almeno le seguenti indicazioni:
  - nome dell'azienda produttrice
  - descrizioni del prodotto
  - indirizzo dello stabilimento
  - numero dell'FPC
- certificazione del Controllo del processo di Fabbrica rilasciato da un organisno notificato
- etichetta riportante il simbolo CE e tutti i dati necessari applicata sull'imballaggio o sul DDT;

### Etichetta CE
L'etichetta con il simbolo di marcatura CE, nella versione semplificata deve riportare almeno le seguenti informazioni:
- marcatura di conformità CE, consistente nel simbolo «CE»
- numero di identificazione dell'Organismo di certificazione (es. 0123)
- nome o marchio identificativo e indirizzo del produttore
- ultime due cifre dell'anno in cui è stata applicata la marcatura (es. 10 per 2010)
- numero del certificato di confotnità dell'FPC (es. 0123CPD).  Spesso tale numero è associato al precedente (es. 0123CPD-010)
- norma a cui il prodotto e conforme (UNI EN 13263-1)

Nella forma estesa (metodo 3) l'etichetta può contenere:
- descrizione del prodotto
- informazioni sul prodotto e sulle caratteristiche rilevanti

## Normativa di riferimento
- UNI EN 13263-1: Fumi di silice per calcestruzzo - Parte 1: Definizioni, requisiti e criteri di conformità
- UNI EN 13263-2: Fumi di silice per calcestruzzo - Parte 2: Valutazione della conformità